# 프랫 & 휘트니
프랫 & 위트니(Pratt & Whitney)는 미국의 항공기 엔진 제작회사이다. 항공기 엔진 제작 업체로는 GE, 롤스로이스 plc에 이어 세계 3위에 해당한다. 이 회사는 항공기 엔진뿐만 아니라 산업/발전용 가스 터빈, 선박용 터빈, 로켓 엔진 등을 제작하고 있다.

## 주요 특징
프랫 & 휘트니의 항공기용 엔진은 JT9D의 개량형인 PW4000 계열 이후 신형 광동체용 엔진이 나오지 않고 대체적으로 보면 협동체용 엔진으로만 제작되어 있으나, 향후 신형 광동체용 엔진의 재출시, 2차 개발 등을 준비하기 위해 A350의 개량형 버전인 A350neo/ceo 기체에도 해당 엔진을 넣을 가능성이 높다. 만약 A350neo/ceo에 P&W 엔진을 곧장 선보이게 되면, 롤스로이스의 트렌트 XWB 엔진만 유일하게 장착되어 있는 탓에 엔진 선택에 제약 사항이 걸리게 되는 대한항공, 에바 항공, 아메리칸 항공, 전일본공수 등 몇몇 일부 항공사들이 새로운 오더로 합류할 가능성이 높을 것으로 예상된다.

## 제품 일람

### 민간 항공기 엔진

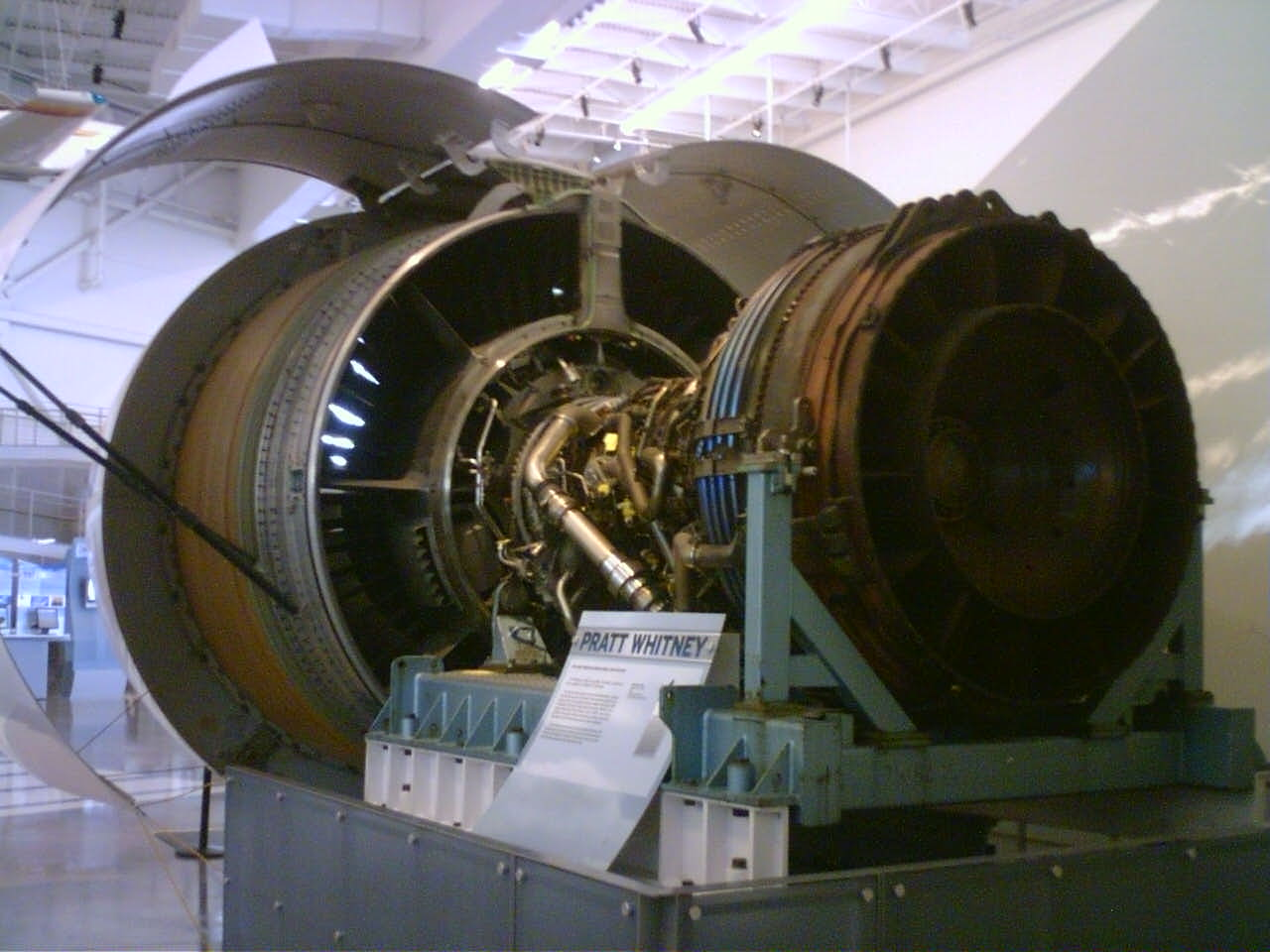
보잉 사 박물관에 전시된 프랫 & 휘트니 PW4000번대 엔진

- JT3D/TF33
- JT4A
- JT8D
- JT9D
- JT12/J60
- PW1000
- PW2000/F117
- PW4000
- PW6000
- GP7200(엔진 얼라이언스)
- V2500

### 군용 항공기 엔진

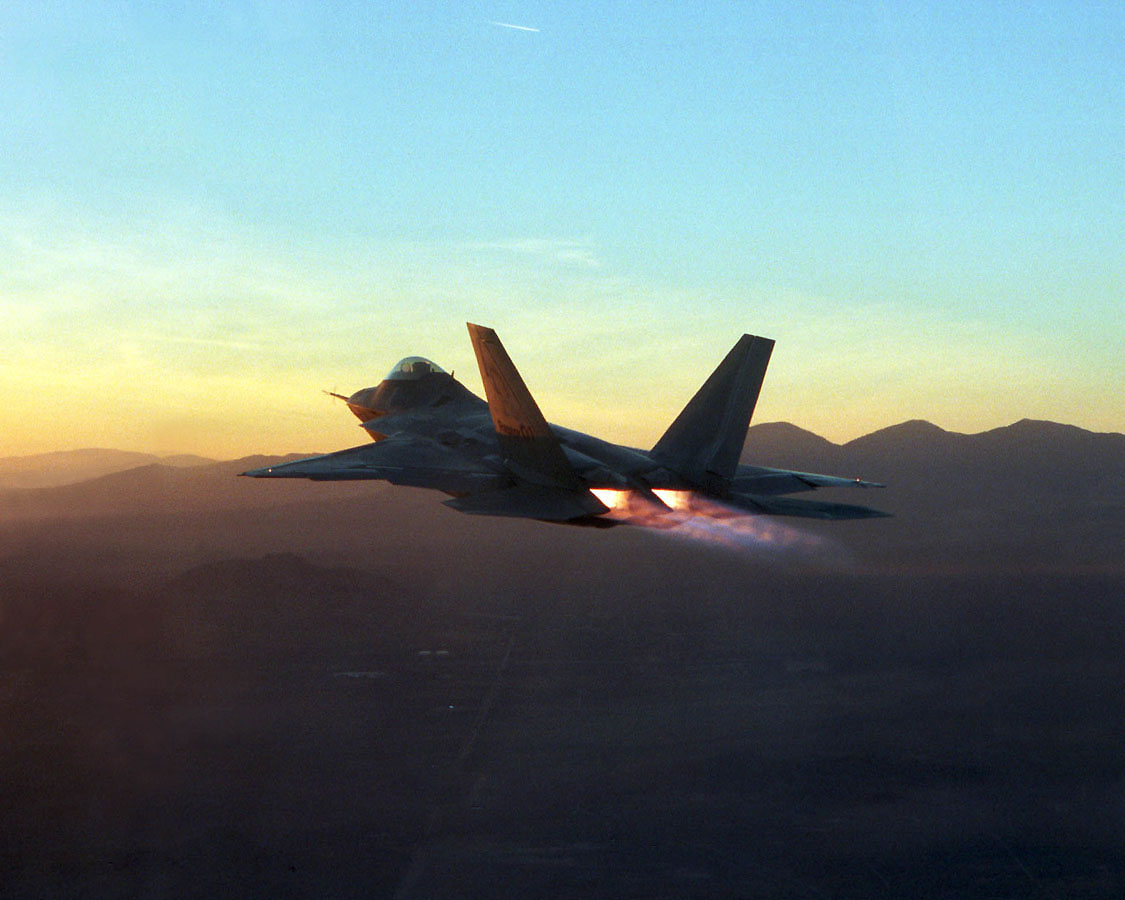
F119 엔진이 사용된 F-22 랩터

- J42(JT6)
- J48(JT7)
- J52(JT8A)
- J57(JT3C)
- TF33(JT3D)
- J58(JT11D)
- J75(JT4A)
- TF30(JT10)
- F100(JTF22)
- F119(PW5000)
- F135
- PW1120

### 프랫 & 휘트니 캐나다 제작 엔진
- JT15D
- PT6A/B/C
- PT6T
- PW100
- PW200
- PW300
- PW500
- PW600
- PW800
- PW900

## 같이 보기
- 항공기 엔진 제조업체 목록